# 阿拉贡共产党
阿拉贡共产党（缩写为）是西班牙共产党在阿拉贡自治区分支，总部设在萨拉戈萨。该党成立于1982年4月，前身是1971年成立的西班牙共产党阿拉贡地区委员会。总书记是维克托·贝内迪科·格埃尔。